# 岩手県立盛岡第四高等学校
岩手県立盛岡第四高等学校（いわてけんりつもりおかだいしこうとうがっこう, Iwate Prefectural Morioka Daishi High School）は岩手県盛岡市津志田にある県立の高等学校。

## 概要
歴史
1964年（昭和39年）に開校し、2014年（平成26年）に創立50周年を迎えた。
略称
略称は創立期から「四高（よんこう）」で定着していたが、いたずらに序列に結び付けられやすいことなどから「四」という数字を嫌い、途中から校訓の「大志」にちなんで「志高（しこう）」と呼ぶようになった経緯がある。1987年（昭和62年）に「もりおかよんこう」から「もりおかしこう」として正式名称を統一。
校訓
「誠実・敬愛・大志・真理」
校章
宮沢賢治にちなみ、宮沢が愛したギンドロ樹のシルバーリーフ（葉）の上に、「四高」の文字（縦書き）を置いている。
制服
- 男子は学生服。
- 女子はセーラー服で襟の右下にシルバーリーフ（ギンドロ樹）の葉のマークが刺繍されている。また、夏服はグレー色で半袖はパフスリーブ[2]。

姉妹校
沖縄県立八重山高等学校 - 毎年相互に生徒の派遣などを行っている。

## 沿革
- 1963年（昭和38年）12月20日 - 岩手県条例53号により、「岩手県立盛岡第四高等学校」の設置が公布される。
- 1964年（昭和39年）
  - 3月25日 - 盛岡市本宮字大屋敷5番地の岩手県立盛岡商業高等学校校地内に仮校舎が完成。
  - 4月1日 - 開校。
  - 4月12日 - 開校式並びに入学式を挙行。男子176名、女子191名、計367名の入学を許可。
  - 6月11日 - 校章を制定。
  - 12月25日 - 所在地を紫波郡都南村（正式：紫波郡都南村津志田第26地割字氏子淵29番地）に改める。
- 1965年（昭和40年）
  - 1月18日 - 校歌を制定（作詞：目時隆太郎、作曲：坂本良隆）[3]。
  - 3月16日 - 鉄筋コンクリート造3階建ての校舎が完成。
  - 3月22日 - 校旗を制定。
  - 3月29日 - 仮校舎から移転。
- 1966年（昭和41年）
  - 2月1日 - 生徒定員を900名とする。
  - 3月5日 - 増築校舎が完成するまでの間、岩手県立盛岡農業高等学校跡の校舎を1学年にあてることを決定。
  - 3月25日 - 鉄筋コンクリート造2階建ての体育館が完成。
  - 9月30日 - 旧・盛岡農業高等学校の体育館を模様替えし、第二体育館が完成。
  - 11月15日 - 第二校舎が完成。
- 1967年（昭和42年）
  - 2月28日 - 同窓会を結成。
  - 3月1日 - 第1回卒業式を挙行。
- 1970年（昭和45年）
  - 4月30日 - 校庭整備を完了。
  - 6月30日 - 志高会館が完成。
- 1987年（昭和62年）3月19日 - 第三校舎が完成。
- 1988年（昭和63年）2月17日 - 第2体育館が完成。
- 1992年（平成4年）
  - 3月16日 - 第三校舎の改修を完了。
  - 12月21日 - 管理・普通教室棟の改築が完成。
- 1993年（平成5年）3月31日 - 特別教室棟の改築が完成。
- 1994年（平成6年）3月31日 - 部室棟とプールが完成。
- 1995年（平成7年）1月6日 - 工業試験場・醸造試験場跡地を分掌換。
- 1996年（平成8年）
  - 7月24日 - グラウンド整備工事が完了。
  - この年 - 沖縄県立八重山高等学校と姉妹校協定を締結。
- 1997年（平成9年）
  - 2月25日 - 全天候対応のテニスコートが完成。
  - 3月24日 - 屋内練習場が完成。
- 1998年（平成10年）2月25日 - 第一体育館が完成。
- 1999年（平成11年）3月26日 - 吹奏楽部室が完成。
- 2001年（平成13年）
  - 9月28日 - グラウンド周辺の緑化事業を実施。
  - 12月7日 - 増築校舎が完成。
  - 12月19日 - グラウンドを整備し、全天候型100m走路（タータン舗装）が完成。
- 2002年（平成14年）3月28日 - セミナーハウスが完成。

## 部活・同好会
1994年（平成6年）、野球部が全国高等学校野球選手権大会（夏の甲子園）に出場（第76回大会、初出場）。2015年（平成25年）、文芸部が全国高校生短歌大会優勝。また、全国高等学校文化連盟の事務局が置かれている。
| 運動部 - 硬式野球部 - 柔道部 - ハンドボール部 - 剣道部 - バレーボール部 - テニス部 - バドミントン部 - 卓球部 - 陸上競技部 - バスケットボール部 - サッカー部 - 水泳部 - ソフトボール部 - 登山部 - バトントワリング部 - 体操部 | 文化部 - 囲碁・将棋部 - 文芸部 - 美術部 - 写真部 - 英語部 - 演劇部 - 自然科学部 - 吹奏楽部 - 茶道部 - 華道部 - 書道部 - 弦楽部 - 音楽部 |

## アクセス
- 盛岡駅東口より、岩手県交通バス利用。
  - 5番のりばより｢407・412・420」
  - 13番のりばより｢425｣
  - 14番のりばより「507・508・510・513・514・602・604・618」
    - 以上の路線を利用。｢川久保｣バス停下車。徒歩3分。
- 仙北町駅より徒歩30分。[4]

## 著名な出身者
- 大村公二 - 特殊メイクアーティスト
- 斎藤純 - 推理作家
- 松田十刻 - 作家
- ミラノコレクションA.T. - プロレスラー
- 小川正人 - 東京大学名誉教授、放送大学教授
- 絹川柊佳 - 歌人
- 山田理 - アナウンサー
- 清水敦貴 - プロサッカー選手